# Zelená chemie
Zelená chemie, nazývaná také udržitelná chemie nebo prasinochemie (z řeckého prasinos = zelený a chymie = chemie), je oblast chemie a chemického inženýrství zaměřená na navrhování produktů a procesů, které minimalizují nebo vylučují použití a tvorbu nebezpečných látek. Zatímco chemie životního prostředí se zaměřuje na účinky znečišťujících chemikálií na přírodu, zelená chemie se zaměřuje na celkový environmentální dopad chemie. Řeší i spotřebu energie a surovin, rizika pro pracovníky nebo pravděpodobnost nehod v chemických procesech a výrobách. Cílem zelené chemie je nalézat postupy, jak udělat chemickou praxi hospodárnější a bezpečnější.

## Historie
Zelená chemie se formovala během dvacátého století v průmyslových zemích (především v USA a Evropě) v důsledku zhoršujícího se stavu životního prostředí a nutnosti hospodárnějšího využívání zdrojů. Její rozkvět nastal především v osmdesátých letech, kdy se v zemích OECD a obzvlášť ve Spojených státech měnila strategie ochrany životních prostředí - začal se klást důraz na prevenci vzniku odpadů a na inovace technologií tak, aby méně zatěžovaly životní prostředí. V tomto období vznikala řada iniciativ, které podporovaly spolupráci průmyslu, vládních orgánů a akademické sféry ve výzkumu udržitelnějších technologií a jejich zavádění do praxe. Roku 1999 vyšlo první číslo časopisu Green Chemistry, prvního vědeckého periodika zaměřeného na zelenou chemii.

## Principy
V roce 1998 zveřejnili Paul Anastas a John Warner dvanáct principů, které definují zelenou chemii:
1. Prevence. Předcházet vzniku odpadů je lepší než je zpracovávat a likvidovat.
2. Atomová ekonomie. Syntézy by se měly plánovat tak, aby konečný produkt obsahoval maximum atomů z výchozích látek.
3. Bezpečnější chemické syntézy. Syntetické metody by neměly využívat ani generovat látky, které škodí lidskému zdraví nebo životnímu prostředí.
4. Bezpečnější chemikálie. Výsledkem chemické výroby má být produkt, který splní očekávanou funkci a zároveň bude co nejméně toxický.
5. Bezpečnější rozpouštědla a činidla. Použití rozpouštědel a pomocných látek by se mělo co nejvíce omezit. Pokud jsou nutné, měly by být co nejbezpečnější.
6. Energetická účinnost. Procesy by měly být navrženy tak, aby spotřebovávaly co nejméně energie.
7. Využívání obnovitelných zdrojů. Suroviny by měly být z obnovitelných zdrojů, pokud to je technicky a ekonomicky možné.
8. Omezení derivátů. Kroky jako chránění/odchránění nebo dočasná derivatizace by se měly omezit na minimum, protože spotřebovávají další reaktanty a mohou produkovat odpady.
9. Katalýza. Katalyzátory jsou vhodnější než reaktanty ve stechiometrickém množství.
10. Degradovatelnost. Produkty by měly být navrženy tak, aby se nehromadily v životním prostředí. Po použití by se měly rozložit na neškodné látky.
11. Průběžná analýza jako prevence znečištění. Proces by měl být monitorován a řízen tak, aby nevznikaly nežádoucí vedlejší produkty.
12. Prevence nehod. Sloučeniny použité v procesu a jejich forma by měly být zvoleny tak, aby se minimalizovala rizika úniků, požárů a explozí.

## Metriky
Chemické postupy lze typicky realizovat řadou způsobů, z nichž žádný nesplňuje principy zelené chemie úplně. Pro účely srovnávání je proto potřeba „zelenost“ nějak kvantifikovat. K tomu byla vytvořena řada metrik, jako například:
- Atomová efektivita je poměr molekulové hmotnosti produktu k součtu molekulových hmotností všech reaktantů. Tato metrika je výhodná např. pro předběžné srovnávání různých syntetických postupů, protože nevyžaduje žádná experimentální data. Její nevýhodou je, že zanedbává výtěžky reakcí, toxicitu činidel a energetickou náročnost.
- E-faktor (environmentální faktor) je poměr hmotnosti produktu vůči hmotnosti všech odpadů, které vznikly při jeho výrobě. Tato metrika umožňuje rychlé a jednoduché hodnocení materiálové efektivity, pokud jsou dostupná experimentální data. Zanedbává ale toxikologické a bezpečnostní aspekty.
- Eko-škála je index pro zjištění efektivity a environmentální zátěže. Oproti výše zmíněným metrikám je komplexnější, zahrnuje např. i hodnocení toxicity a energetické náročnosti. Hodnocení podle eko-škály může nabývat hodnot mezi 0 a 100, kde 0 je naprosto nevyhovující postup a 100 je dokonale zelený postup. Počítá se tak, že se od stovky odečítají tzv. trestné body podle dané metodiky.[8] Nevýhodou eko-škály je, že přiřazení některých trestných bodů je nejednoznačné a může být ovlivněno subjektivním vnímáním hodnotitele.